# Nicholas Kyme
Nicholas Kyme, né le 5 janvier 1981 aux Bermudes, est un joueur professionnel de squash représentant les Bermudes. Il atteint en juin 2005 la 63e place mondiale sur le circuit international son meilleur classement. 

## Biographie
En 2003, il est finaliste des Championnats des Caraïbes face à son compatriote Gary Plumstead. Il est invité comme meilleur joueur des Bermudes aux tournois PSA Masters 2005 où il affronte Thierry Lincou, champion du monde en titre et PSA Masters 2006 où il affronte la légende David Palmer double champion du monde. 

## Palmarès

### Titres
- Championnats des Bermudes : 2005

### Finales
- Championnats des Caraïbes de squash : 2003